# بولينا أوسيبينكو
بولينا دينيسوفنا أوسيبينكو (بالروسية: Полина Денисовна Осипенко، بالأوكرانية: Поліна Денисівна Осипенко) (8 أكتوبر 1907 - 11 مايو 1939) كانت طيّارة عسكرية سوفيتية، لعل أبرز ما تُعرف به أنها كانت مساعدة الطيار، عندما حلقّت مع فالنتينا غريزودوبوفا ومارينا راسكوفا في 24-25 سبتمبر 1938 في رحلة بدون توقف بين موسكو وبحر أوخوتسك، مُسجلات بذلك رقماً قياسياً جديداً للمسافات لرحلات بدون توقف تديرها النساء. لهذا الإنجاز، مُنحّت هي وزميلاها لقب بطل الاتحاد السوفيتي وكُنّ أول ثلاث نساء تحصلن على أعلى وسام عسكري في الاتحاد السوفيتي في 2 نوفمبر 1938.

## حياتها المبكرة
ولدت أوسيبينكو باسم بولينا دودنيك في 1907 في نوفوسباسوفكا، محافظة يكاترينوسلاف (حالياً زابوروجييه أوبلاست في أوكرانيا) لعائلة من الفلاحين الأوكرانيين وكانت الطفل التاسع المولود في عائلتها. عملت في مزرعة جماعية حتى مغادرتها إلى مدرسة الطيران في 1930. وبين عامي 1930 و1933، كان أوسيبينكو طالبةً في مدرسة قازان للطيران.

## مسيرتها في الطيران
بعد تخرجها من مدرسة الطيران عملت لاحقاً كضابط عسكري، حيث كانت تطير بمقاتلة. في 1937، سَجَلَت ثلاثة أرقام قياسية عالمية في الارتفاعات. في أكتوبر 1937، سَجَلَت أوسيبينكو وراسكوفا رقماً قياسياً لمسافة الرحلات الجوية للسيدات من خلال الطيران من موسكو إلى أكتوبي (1،444.722 كيلومتر (897.709 ميل)) وفي يوليو 1938، سَجَلَت أوسيبينكو و فيرا لوماكو وراسكوفا رقماً قياسياً جديداً بالطيران بدون توقف من سيفاستوبول إلى أرخانغلسك باستخدام طائرة بيريف إم بي-1.
في 24 سبتمبر، شَرَعَت غريزودوبوفا وأوسيبينكو وراسكوفا في رحلة كان من المفترض أن تكون رحلة بدون توقف من موسكو إلى كومسومولسك-نا-أموري عبر طائرة توبوليف إيه إن تي-37. ومع ذلك، نظراً لصعوبة الظروف الجوية، فقد حادوا عن مطار كومسومولسك ووجدن أنفسهُن قبالة شاطئ بحر أوخوتسك دون أي وقود. فقررت غريزودوبوفا، التي كانت قائدة الطائرة، الهبوط في الغابة. أُمرّت راسكوفا بالنزول بالمظلة من الطائرة، لكنها نسيت عدة الطوارئ الخاصة بها؛ عثرت أطقم الإنقاذ على بقايا الطائرة بعد ثمانية أيام من هبوطهن؛ وَجَدَت راسكوفا طريقها إلى الطائرة عبر الغابة بعد عشرة أيام من الحادث حيث كان رجال الإنقاذ ينتظرونها. ظلت غريزودوبوفا وأوسيبينكو في الطائرة أثناء الهبوط ونجتا من الحادث. ومع ذلك ما زلنّ صاحبات تسجيل الرقم القياسي لمسافات الطيران للسيدات وحصلن على ألقاب بطل الاتحاد السوفيتي في 2 نوفمبر 1938 وكُنّ النساء الوحيدات اللاتي حصلن على هذا اللقب قبل الحرب العالمية الثانية.
قُتلّت أوسيبينكو في 1939 مع أناتولي سيروف أثناء رحلة تدريبية.